# Lleó d'Òstia
Lleó d'Òstia (Leo Ostiensis) o Lleó de Marsi (Leo Marsicanus) (Marsica, 1046 – Òstia, 1115) fou un noble i monjo de Montecassino cap al 1061, i cardenal italià del segle xii.
A Montecassino, feu amistat amb Desiderio de Benevent, el posterior papa Víctor III, i va ser a ell a qui Lleó va dedicar, essent bibliotecari, la seva obra més famosa com a historiador i cronista: el Chronicon monasterii Casinensis, normalment anomenada Crònica de Montecassino. El cronista depèn en gran manera del treball anterior d'Amat, però també de les tradicions orals i d'altres arxius. Lleó la va acabar al 1075, i va continuada amb altres bibliotecaris monàstics com Pere el Diaca.
El 1088, el papa Urbà II el va nomenar cardenal diaca, i el 1101, el papa Pasqual II el va promoure cardenal bisbe d'Òstia. El 1105 fou nomenat cardenal bisbe de Velletri fins a la seva mort.